# Yerin
Jung Ye-rin (hangul: 정예린; hanja: 鄭睿隣; rr: Jeong Ye-rin; MR: Chŏng Ye-rin; nascida em 19 de agosto de 1996), mais frequentemente creditada na carreira musical apenas como Yerin (hangul: 예린), é uma cantora, compositora, dançarina, apresentadora(MC), atriz e modelo sul-coreana. É mais popularmente conhecida por ter sido integrante do grupo feminino GFriend onde foi vocalista, dançarina líder e face do grupo.

## Biografia
Yerin nasceu no dia  19 de agosto de 1996, em Incheon, Coreia do Sul. Ela se formou no SOPA (Seoul Art of Performance). Ela treinou na Cube Entertainment por cinco anos, em seguida, foi transferida para a sua antiga empresa Source Music e em 2015, onde foi escalada para estrear como integrante do grupo feminino GFriend. É possível que ela quase tenha estreado no grupo feminino CLC.

## Carreira

### 2015: Estreia com GFriend e primeira atuação
Yerin realizou sua estreia oficial como integrante do grupo GFriend em 14 de janeiro de 2015 com o lançamento do extended play Season of Glass, acompanhado pelo single Glass Bead. Sua primeira apresentação ao vivo ocorreu no programa Music Bank, exibido pela Korean Broadcasting System em 16 de janeiro. Desde então, GFriend consolidou sua carreira musical se tornando um dos grupos mais bem sucedidos da terceira geração na Coreia do Sul. Em 25 de março, apenas dois meses após sua estreia na carreira musical, foi revelado que Yerin iria realizar sua estreia como atriz com seu primeiro principal no drama Midnight Girl.

### 2017:Spring AgaineLaw of The Jungle
Em 15 de março de 2017, Yerin colaborou com Cao Lu e Kisum para o lançamento do single digital Spring Again. Em 8 de setembro de 2017, Yerin se tornou integrante regular no elenco do programa de variedades Law of The Jungle.

## Discografia

### Single digital
| Título       | Data de lançamento  | Artistas              | Melhor posição nas paradas | Vendas       |
| ------------ | ------------------- | --------------------- | -------------------------- | ------------ |
| Spring Again | 15 de março de 2017 | Yerin, Cao Lu e Kisum | 37                         | KOR: 82,419+ |

## Filmografia

### Dramas
| Ano  | Título        | Emissora                  | Papel     | Notas                               |
| ---- | ------------- | ------------------------- | --------- | ----------------------------------- |
| 2015 | Midnight Girl | Naver                     | Yeeun     | Papel de apoio                      |
| 2016 | Entertainers  | Seoul Broadcasting System | ela mesma | Participação especial no episódio 7 |